# Park Chu-young
Park Chu-young (kor. 박주영) (ur. 10 lipca 1985 w Daegu) – koreański piłkarz występujący na pozycji pomocnika lub napastnika, reprezentant Korei i zawodnik klubu FC Seoul.

## Bramki w reprezentacji
| Data                | Miejsce   | Przeciwnik                   | Gole   | Wynik | Konkurencja                                                                 |
| ------------------- | --------- | ---------------------------- | ------ | ----- | --------------------------------------------------------------------------- |
| 3 czerwca 2005      | Taszkent  | Uzbekistan                   | 1 gol  | 1–1   | 2006 FIFA World Cup kwalifikacje                                            |
| 8 czerwca 2005      | Kuwejt    | Kuwejt                       | 1 gol  | 4-0   | 2006 FIFA World Cup eliminacje                                              |
| 21 stycznia 2006    | Rijad     | Grecja                       | 1 gol  | 1–1   | 2006 LG Cup                                                                 |
| 25 stycznia 2006    | Rijad     | Finlandia                    | 1 gol  | 1–0   | 2006 LG Cup                                                                 |
| 1 marca 2006        | Seul      | Angola                       | 1 gol  | 1–0   | Mecz towarzyski                                                             |
| 17 lutego 2008      | Chongqing | Chiny                        | 2 gole | 3–2   | 2008 East Asian Cup                                                         |
| 31 maja 2008        | Seul      | Jordania                     | 1 gol  | 2–2   | 2010 FIFA World Cup eliminacje                                              |
| 7 czerwca 2008      | Amman     | Jordania                     | 1 gol  | 1–0   | 2010 FIFA World Cup eliminacje                                              |
| 19 listopada 2008   | Rijad     | Arabia Saudyjska             | 1 gol  | 2–0   | 2010 FIFA World Cup eliminacje                                              |
| 6 czerwca 2009      | Dubaj     | Zjednoczone Emiraty Arabskie | 1 gol  | 2–0   | 2010 FIFA World Cup eliminacje                                              |
| 12 sierpnia 2009    | Seul      | Paragwaj                     | 1 gol  | 1–0   | Mecz towarzyski                                                             |
| 5 września 2009     | Seul      | Australia                    | 1 gol  | 3–1   | Mecz towarzyski                                                             |
| 24 maja 2010        | Saitama   | Japonia                      | 1 gol  | 2–0   | Mecz towarzyski                                                             |
| 22 czerwca 2010     | Durban    | Nigeria                      | 1 gol  | 2–2   | 2010 FIFA World Cup                                                         |
| 2 września 2011     | Koyang    | Liban                        | 3 gole | 6-0   | Eliminacje do Mistrzostw Świata w Piłce Nożnej 2014 (eliminacje strefy AFC) |
| 7 października 2011 | Seul      | Polska                       | 2 gole | 2-2   | Mecz towarzyski                                                             |